# أمارا سوماه
أمارا سوماه (بالفرنسية: Amara Soumah)‏ (8 أكتوبر 1990 بكوناكري في غينيا - ) هو لاعب كرة قدم غيني في مركز الهجوم. لعب مع بيتسبورغ ريفرهوندز.

## وصلات خارجية
- أمارا سوماه على موقع قاعدة بيانات كرة القدم.إي يو (الإنجليزية)